# Ludovico Boccadiferro
Ludovico Boccadiferro (Bologna, 1482 – Bologna, 3 maggio 1545) è stato un filosofo e umanista italiano. 
Il suo nome latino è 'Ludovicus Buccaferrea,

## Biografia
Nato a Bologna nel 1482 da una illustre famiglia cittadina, dopo aver seguito le lezioni dei filosofi Alessandro Achillini dal quale derivò il suo orientamento averroistico, e forse Pietro Pomponazzi, presso lo Studio di Bologna, Ludovico Boccadiferro  insegnò a sua volta filosofia nella medesima università. Nel 1525 si trasferì alla Sapienza di Roma ove ebbe modo di farsi apprezzare anche da papa Clemente VII. 
Alla Sapienza rimase sino al 1527 quando, a seguito del rovinoso sacco di Roma dei lanzichenecchi, tornò a Bologna per riprendere l'insegnamento che mantenne fino sua alla morte, avvenuta nella città natale a circa sessantatré anni nel 1545.
È sepolto in una tomba monumentale all'interno della basilica di San Francesco a Bologna.
Scrisse diverse opere, in buona parte edite postume o mai pubblicate, sulla filosofia aristotelica.

## Opere
- Explanatio libri I. Physicorum Aristotelis. Ex Ludouici Buccaferreae, ..., Venezia, in Academia Veneta, 1558.
- Noua explanatio Topicorum Aristotelis, Venezia, in Academia Veneta, 1559.
- Ludouici Buccaferrei Bononiensis, ... Lectiones, in quartum Meteororum Aristotelis librum, Venetiis, ex officina Francisci Senensis, 1563.
- Ludouici Buccaferrei Bononiensis philosophi praeclarissimi Lectiones super primum librum meteorologicorum Aristotelis, nunc recens in lucem editae. Additi etiam sunt duo indices, tum rerum, tum quaestionum copiosissimi, Venetiis, apud Ioannem Baptistam Somascum Papiensem, 1564.
- Domini Ludouici Buccaferrei ... Lectiones super tres libros De anima Arist. Nunc recens in lucem aeditae, cum copiosissimo indice tam rerum notabilium quam quaestionum quae in uniuerso opere continentur, Venetiis, apud Ioan. Baptistam Somascum, & fratres, 1566.
- Explanatio libri primi Physicorum Aristotelis. Ex Ludouici Buccaferrei, ... lectionibus excerpta. Recenti hac nostra editione quam potuit diligentissime expolita, atque elaborata, Venetiis, apud Hieronymum Scotum, 1570.
- Ludouici Buccaferrei Bononiensis ... Lectiones in Aristotelis Stagiritae libros, quos vocant Parua naturalia, Venetiis, apud Hieronymum Scotum, 1570.
- Ludouici Buccaferrei Bononiensis, ... Lectiones, in secundum, ac tertium meteororum Aristotelis libros, Venetiis, apud Hieronymum Scotum, 1570.
- Ludouici Buccaferrei Bononiensis ... In duos libros Aristotelis De generatione et corruptione doctissima commentaria. A Ioanne Carolo Saraceno nunc primùm castigata, atque diligentissimè repurgata. Necnon copiosissimo atque locupletissimo indice ab eodem nunc primùm amplificata atque illustrata, Venetiis, apud Franciscum de Franciscis Senensem, 1571.
- Ludouici Buccaferrei ... Lectiones super primum librum Meteorologicorum Aristotelis, duo additi etiam sunt indices, nempe rerum ac quæstiorum copiosissimi, Venetiis, apud hæredem Hieronymi Scoti, 1590.